# Atractylis boulosii
Atractylis boulosii là một loài thực vật có hoa trong họ Cúc. Loài này được Täckh. mô tả khoa học đầu tiên năm 1974.